# Ton Vrolijk
Ton Vrolijk ist ein ehemaliger niederländischer Bahnradsportler und späterer Radsportfunktionär.
Ton Vrolijk war ein Spezialist für die Kurzzeitdisziplinen auf der Bahn, besonders für Sprint und Tandemrennen. Auf dem Tandem wurde er zwischen 1980 und 1984 viermal niederländischer Meister, einmal gemeinsam mit Lau Veldt, dreimal mit Sjaak Pieters. Bei den UCI-Bahn-Weltmeisterschaften 1982 in Leicester belegte er im Tandemrennen gemeinsam mit Pieters Rang drei.
Nach dem Ende seiner aktiven Radsport-Karriere wurde er Manager verschiedener Radsportteams, zuletzt des Frauenradsportteams Bik-Power Plate. 2004 wurde er vom Hauptsponsor Michael Bik beschuldigt, die Fahrerin Anita Valen de Vries ohne deren Wissen mit Koffein gedopt zu haben, weshalb sie bei einem Rennen positiv getestet wurde; Vrolijk stritt dies vehement ab. Der niederländische Radsportverband stellte fest, dass man für die Anschuldigung keinen Beweis habe finden können. Als Resultat dieser Auseinandersetzungen wurde das Team aufgelöst.